# Jalen Adams
Jalen R. Adams (Roxbury, Massachusetts, 11 de diciembre de 1995) es un baloncestista estadounidense que pertenece a la plantilla del Hapoel Jerusalem B.C. de la Ligat Winner. Con 1,91 metros de estatura, juega en la posición de base.

## Trayectoria deportiva

### Universidad
Jugó cuatro temporadas con los Huskies de la Universidad de Connecticut, en las que promedió 13,8 puntos, 4,1 asistencias, 3,7 rebotes y 1,2 robos de balón por partido. En 2017 fue incluido en el mejor quinteto de la American Athletic Conference, mientras que en 2018 lo fue en el segundo, y ya en su último año como universitario, en el tercero.

### Profesional
Tras no ser elegido en el Draft de la NBA de 2019, disputó las Ligas de Verano de la NBA con los New Orleans Pelicans, con los que disputó cinco partidos, promediando 6,6 puntos y 3,2 rebotes. Tras jugar también la pretemporada con los Pelicans, fue cortado el 19 de octubre, aunque posteriormente fue asignado al filial del equipo en la G League, los Erie BayHawks. En su primera temporada promedió 19,0 puntos, 4,5 asistencias y 4,0 rebotes por partido.
El 10 de junio de 2020 fichó por el Champagne Châlons-Reims de la Pro A francesa.
El 22 de agosto de 2021, firma por el  Hapoel Jerusalem B.C. de la Ligat Winner.